# Breitenberg (Treffurt)
Der Breitenberg ist ein 447,3 m ü. NN hoher Berg im Ringgau im Wartburgkreis in Westthüringen, (Deutschland).
Der Breitenberg befindet sich im Nordwesten des Wartburgkreises zwischen den Ortschaften Scherbda im Südosten, Schnellmannshausen im Südwesten und Treffurt, ungefähr 16 Kilometer nördlich von Eisenach, er gehört zum Naturpark Eichsfeld-Hainich-Werratal.
Zum Höhenzug gehört auch der bewaldeten Nebengipfel
- (Treffurter) Iberg (⊙ 398,9 m ü. NN)

Der bewaldete Berg zählt seit alters zum Treffurter Stadtwald. Im zu Sachsen gehörigen Teil der Ganerbschaft Treffurt lag die Wüstung Breitenberg, später als Hinterscherbda bezeichnet. Die Eigentumsverhältnisse waren seit dem Ende der Herren von Treffurt strittig. Die Kleinsiedlung wurde als ein Filial der Falkener Kirche bezeichnet, über die verworrenen Besitzverhältnisse geriet der seit dem Spätmittelalter in Scherbda ansässige Zweig der Creuzburger Adelsfamilie mit den Herzögen von Sachsen in Streit. 1596 wurde mit der Witwe Georgs von Creuzburg das strittige Gebiet durch einen Vergleich neu aufgeteilt, die Scherbdaer erhielten den Wald am Breitenberg und einen Teil der Ländereien, der Herzog übertrug die andere Hälfte an das Amt Creuzburg. Die betreffende Flur nutzte bereits seit 1545 ein in Falken sitzender Keudel als Lehensinhaber.